# 1328
| [ Edytuj tabelę ]                          |                                                                           |
| Król Polski                                | - 1320 Władysław I Łokietek 1333                                          |
| Król Albanii                               | - 1301 Filip I 1332                                                       |
| Współksiążęta Andory                       | - 1326 Arnau de Llordà 1341 - 1315 Gaston II 1343                         |
| Król Angkoru                               | - 1327 Dżajawarman IX 1336                                                |
| Król Anglii                                | - 1327 Edward III 1377                                                    |
| Król Aragonii i Walencji, hrabia Barcelony | - 1327 Alfons IV Łagodny 1336                                             |
| Władca Azteków                             | - 1325 Tenoch 1376                                                        |
| Margrabia Brandenburgii                    | - 1320 Ludwik 1351                                                        |
| Książę Burgundii                           | - 1315 Eudes IV 1349                                                      |
| Książę Dolnej Bawarii                      | - 1309 Otto IV 1334 - 1309 Henryk XIV Bawarski 1339 - 1312 Henryk XV 1333 |
| Książę Górnej Bawarii                      | - 1294 Ludwik III 1340                                                    |
| Cesarz Bizancjum                           | - 1282 Andronik II Paleolog 1328 - 1328 Andronik III Paleolog 1341        |
| Car Bułgarii                               | - 1323 Michał III Szyszman 1330                                           |
| Cesarz Chin                                | - 1323 Jinzong 1328 - 1328 Tianshun 1328 - 1328 Wenzong 1329              |
| Król Cypru                                 | - 1324 Hugo IV 1359                                                       |
| Król Czech                                 | - 1310 Jan Luksemburski 1346                                              |
| Król Danii                                 | - 1326 Waldemar III 1329                                                  |
| Władca Egiptu                              | - 1310 An-Nasir Muhammad 1341                                             |
| Cesarz Etiopii                             | - 1314 Amde Tsyjon I 1344                                                 |
| Król Francji                               | - 1322 Karol IV 1328 - 1328 Filip VI 1350                                 |
| Król Gruzji                                | - 1314 Jerzy V Wspaniały 1346                                             |
| Hrabia Holandii                            | - 1304 Wilhelm III 1337                                                   |
| Cesarz Japonii                             | - 1318 Go-Daigo 1339                                                      |
| Kalif                                      | - 1302 Al-Mustakfi I 1340                                                 |
| Król Kastylii i Leónu                      | - 1312 Alfons XI 1350                                                     |
| Patriarcha Konstantynopola                 | - 1323 Izajasz 1334                                                       |
| Władca Korei                               | - 1313 Ch’ungsuk 1330                                                     |
| Wielki książę litewski                     | - 1316 Giedymin 1341                                                      |
| Cesarz Majapahitu                          | - 1309 Dżajanegara 1328 - 1328 Tribhuwana Widżajatunggadewi 1350          |
| Sułtan Maroka                              | - 1310 Abu Said Usman II 1331                                             |
| Książę Moskwy                              | - 1325 Iwan I Kalita 1328                                                 |
| Wielki książę moskiewski                   | - 1328 Iwan I Kalita 1340                                                 |
| Król Nawarry                               | - 1322 Karol I 1328 - 1328 Joanna II z Nawarry i Filip z Évreux 1342      |
| Król Norwegii                              | - 1319 Magnus Eriksson 1355                                               |
| Hrabia Palatynatu                          | - 1327 Rudolf II Wittelsbach 1353                                         |
| Papież                                     | - 1316 Jan XXII 1334 - 1328 Mikołaj V (antypapież) 1330                   |
| Król Portugalii                            | - 1325 Alfons IV 1357                                                     |
| Książę Rusi halickiej                      | - 1323 Jerzy II 1340                                                      |
| Cesarz Rzymski (niemiecki)                 | - 1314 Ludwik IV Bawarski 1347                                            |
| Książę Saksonii                            | - 1298 Rudolf I 1356                                                      |
| Król Serbii                                | - 1321 Stefan Urosz III 1331                                              |
| Król Szkocji                               | - 1306 Robert I 1329                                                      |
| Król Szwecji                               | - 1319 Magnus Eriksson 1363                                               |
| Sułtan Turków                              | - 1324 Orchan 1360                                                        |
| Doża Wenecji                               | - 1312 Giovanni Soranzo 1328 - 1328 Francesco Dandolo 1339                |
| Król Węgier                                | - 1308 Karol Robert 1342                                                  |
| Wielki mistrz zakonu krzyżackiego          | - 1324 Werner von Orseln 1330                                             |

Rok 1328 / MCCCXXVIII
stulecia: XIII wiek ~
XIV wiek ~
XV wiek

lata: 1318 «
1323 «
1324 «
1325 «
1326 «
1327 «
1328
» 1329
» 1330
» 1331
» 1332
» 1333
» 1338

## Wydarzenia w Polsce
- Czechy zhołdowały księstwo oleśnickie, legnickie, żagańskie i ścinawskie; spośród śląskich książąt dzielnicowych niezależni pozostali jedynie Przemko głogowski, Henryk I jaworski i Bolko II Mały świdnicki.

## Wydarzenia na świecie
- 17 stycznia – król Niemiec Ludwik IV przyjął koronę cesarską z rąk przedstawiciela rodu Colonna Sciarra Colonny, w imieniu ludu rzymskiego.
- 24 stycznia – król Anglii Edward III ożenił się z Filipą de Hainault.
- 17 marca – podpisano Układ w Edinburgh-Northampton, kończący pierwszą wojnę o niepodległość Szkocji.
- 1 kwietnia – Filip VI Walezjusz został królem Francji.
- 1 maja – angielski parlament ratyfikował w Northampton traktat pokojowy między Anglią a Szkocją.
- 12 maja – dokonano wyboru antypapieża Mikołaja V.
- 29 maja – w katedrze w Reims odbyła się koronacja Filip VI Walezjusza na króla Francji. Koniec dynastii Kapetyngów we Francji.
- 23 sierpnia – wojska francuskie rozbiły milicję powstańców flandryjskich w bitwie pod Cassel.

- Andronik II Paleolog zmuszony do abdykacji.
- Początek rządów Andronika III.
- Giotto przeniósł się do Neapolu i rozpoczął prace na zlecenie Roberta Andegaweńskiego, neapolitańskiego króla.

## Urodzili się
- 3 lutego - Eleonora Portugalska, królowa Aragonii (zm. 1348)
- 9 października – Piotr I, król Cypru (zm. 1369)
- 21 października – Hongwu (chiń. 朱元璋), pierwszy cesarz chiński z dynastii Ming (zm. 1398)
- 11 listopada – Roger Mortimer, hrabia Marchii (zm. 1360)

- Go-Murakami (jap. 後村上天皇), 97. cesarz Japonii (zm. 1368)

## Zmarli
- 17 stycznia – Otto I Starszy, landgraf Dolnej Hesji (ur. ok. 1272)
- 1 lutego – Karol IV Piękny, król Francji (ur. 1294)[1]
- 26 września – Ibn Tajmija, teolog, prawnik i uczony arabski (ur. 1263)[2]
- data dzienna nieznana:
  - Bolesław toszecki, książę toszecki i arcybiskup ostrzyhomski (ur. ok. 1280)[3]
  - Dżajanegara, cesarz Majapahitu (ur. 1294)